# Cap Bon
Pour les articles homonymes, voir Bon.
Le cap Bon (arabe : الرأس الطيب ou الوطن القبلي, dans l'Antiquité Hermaeum Promontorium,) est un cap qui constitue la pointe nord-est de la Tunisie. Situé sur la mer Méditerranée, il ouvre le canal du cap Bon et ferme le golfe de Tunis.

## Étymologie
Appelé parfois « beau promontoire », les habitants connaissent cette péninsule sous le nom de Rass Adar.
Le cap Bon donne également son nom à toute la péninsule s'étendant jusqu'aux villes d'Hammamet au sud et de Soliman à l'ouest.

## Géographie
Cette péninsule mesure 80 kilomètres de long pour une largeur comprise entre vingt et cinquante kilomètres. Elle correspond au territoire du gouvernorat de Nabeul et accueille les villes de Grombalia, Korba, Hammamet, Kélibia, Dar Allouch, Hammam Ghezèze, El Haouaria, Menzel Bouzelfa, Béni Khalled, Bou Argoub, Menzel Temime, Nabeul, Soliman ainsi que le site punique de Kerkouane qui est inscrit au patrimoine mondial de l'Unesco.
Le cap Bon a un relief de plaine à l'est et sur le littoral, de montagne à l'ouest avec l'aboutissement de la chaîne de la dorsale tunisienne au niveau du Djebel Ben Ouli (637 mètres). Il offre un point de vue sur les îles de Zembra et Zembretta situées à une quinzaine de kilomètres au nord-ouest ainsi que, par très beau temps vers l'est, sur l'île italienne de Pantelleria.
Avec une pluviométrie de 750 mm par an et un sol fertile, c'est une région de cultures maraîchères, de vergers d'agrumes et de viticulture.

## Histoire
À l'époque de la puissance de la civilisation carthaginoise, il constituait la limite méridionale au-delà de laquelle ne pouvaient plus circuler les navires romains.
Le cap Bon, appelé par les Romains Promontorium Mercurii (« Promontoire de Mercure »), est le théâtre d'une bataille navale entre l'Empire romain d'Orient et le royaume vandale : la grande armada romaine commandée par Basiliscus y est surprise et anéantie en l'an 468 par la flotte vandale de Genséric.
Au cours de la Seconde Guerre mondiale, la bataille du cap Bon a lieu le 13 décembre 1941 au large du cap. La capitulation de l'Afrikakorps a eu lieu le 13 mai 1943 au cap Bon : 250 000 soldats allemands et italiens se rendent alors aux alliés.